# Плодородное (Ростовская область)
Плодоро́дное — село в Целинском районе Ростовской области России.
Входит в состав Михайловского сельского поселения.

## Население
| 2010 |
| ---- |
| 673  |

## Улицы
- ул. Гагарина,
- ул. Молодёжная,
- ул. Набережная.